# Seznam ukrajinskih pianistov
Seznam ukrajinskih pianistov.

## A
- Fjodor Akimenko

## B
- Felix Blumenfeld

## G
- Elmar Gasanov
- Génia
- Emil Gilels
- Pavel Gintov
- Maria Grinberg

## H
- Vladimir Horowitz
- Stanislav Hristenko

## K
- Nikolaj Girševič Kapustin

## L
- Miša Levicki
- Valentina Lisica
- Abram Lufer

## N
- Heinrich Neuhaus (Heinrich Gustav Neuhaus /Genrih Gustavovič Nejhaus/Neigauz)

## P
- Vladimir de Pachmann

## S
- Leonid Sagalov
- Valentin Silvestrov
- Leo Sirota

## T
- Mark Taimanov
- Kostiantyn Tovstukha
- Štefanija Turkevič

## Z
- Jakov/Jakiv Zak (Яків Зак) (1913 - 1976)